# Мануель Марані
Мануеле Марані (італ. Manuel Marani; нар. 7 червня 1984, Серравалле) — санмаринський футболіст, нападник збірної Сан-Марино та клубу «Мурата». Став другим гравцем збірної Сан-Марино, після Анді Селви, який забив більше одного м'яча в іграх за збірну.

## Біографія
Розпочав виступи в клубі «Сан-Марино», який грав у 4 за рівнем дивізіоні Італії. 2002 року перейшов в італійський клуб 5 дивізіону «Масса-Ломбарда», але провівши лише один сезон, повернувся на батьківщину, де став виступати за «Тре Фйорі», а потім «Мурату», з якою виграв чемпіонат.
2006 року вдруге відправився в Італію, де виступав за команду 6 дивізіону «Доззезе», але незабаром повернувся в «Мурату», з якою знову став чемпіоном країни, а також виграв Кубок Титанів.
З 2008 по 2011 рік знову виступав за нижчолігові італійські клуби, після чого знову став гравцем «Мурати».

### Збірна
З 2003 року залучається до ігор збірної Сан-Марино. Свій перший м'яч за збірну забив 7 лютого 2007 року у матчі проти збірної Ірландії. Другий він забив у матчі проти Збірної Мальти по футболу у 2012 році.

## Досягнення
- Чемпіон Сан-Марино (2): 2006, 2008
- Володар Кубка Титанів (1): 2008